# Тунгуський вугільний басейн
Тунгуський вугільний басейн — найбільший у Росії вугільний басейн. Знаходиться у Красноярському краї, частково у Якутії та Іркутській області.

## Характеристика
Площа 1045 тис. км². Виділяють шість вугленосних районів. Вугленосною є товща пермського і кам'яновугільного віків, потужність якої від 350 до 1500 м. Глибина залягання вугільних пластів 0…1800 м, робоча потужність пересічно 1…5 м, рідше — 12…15 м. Планомірну розробку родовищ розпочато 1935 року. Загальні геологічні запаси на початку XXI ст. становлять — 2299 млрд т (34,5 % загальних ресурсів вугілля Росії). Вугілля — від бурого до антрациту. Вугілля гумусове з невеликою домішкою гумусовосапропелітових. Майже половина вугілля — довгополуменеве (47,4 %), слабкоспікливого ~25 %, високометаморфізованого — 21 %. Частка бурого вугілля незначна — 2,3 %, придатного для коксування — 1,8 %, антрацитів — 1,7 %.

## Технологія розробки
Басейн розташований у малонаселеній і важкодоступній місцевості, мало вивчений, на сьогодні практично не розробляється.